# Naomi Klein
Naomi Klein és una periodista, escriptora, activista política i directora de cinema quebequesa nascuda el 8 de maig de 1970 a Mont-real i viu actualment a Toronto. Professora de Justícia Climàtica a la University of British Columbia. És coneguda per les seves anàlisis polítiques i les crítiques de la globalització i del capitalisme corporatiu. Es va donar a conèixer internacionalment per No Logo (1999); The Take, un documental sobre fàbriques ocupades de l'Argentina, que va ser escrit per Klein i dirigit pel seu marit Avi Lewis; i La doctrina del xoc (2007), una anàlisi crítica de la història de l'economia neoliberal que va ser adaptat en un curtmetratge de sis minuts d'Alfonso i Jonás Cuarón, així com en un llargmetratge documental de Michael Winterbottom. Als darrers llibres (Això ho canvis tot, En flames i Com canviar el món) fa una defensa aferrissada de la lluita contra el canvi climàtic i a favor de la transició energètica i social contraposada a la barbàrie de destrucció capitalista. El 2015 participa i signa el Manifest per al Salt https://takethejump.org/power-of-people juntament amb moviments sindicals, del canvi climàtic, indígenes, migrants, dones, antipobresa, per l'abolició de les presons, per la justícia alimentària, pel dret a l'habitatge, pel transport públic i la tecnologia verda.

## Trajectòria
Tot estudiant a la Universitat de Toronto començà la seva carrera com a escriptora contribuint a The Varsity, revista estudiantil del centre.
Poc després de la tumultuosa conferència de l'OMC de 1999 Klein publicà el llibre No Logo, que esdevingué el manifest del moviment antiglobalització. El llibre mostra els efectes negatius de la cultura consumista centrada en les marques tot descrivint les operacions de les grans multinacionals només centrades a vendre la seva marca. Klein hi argumenta que els seus productes converteixen els consumidors en mers anuncis ambulants i que aquestes multinacionals, a més, exploten sovint treballadors dels països més pobres del món tot cercant d'augmentar encara més els seus beneficis. El fet que Nike respongués a les crítiques que en rebia fou un fet extraordinari.
El 2002 publicà Fences and Windows, una recopilació d'articles i discursos centrats en l'antiglobalització, els beneficis del qual són canalitzats a una fundació homònima.
Contribueix habitualment en diaris anglosaxons com ara The Nation, In These Times, The Globe and Mail, This Magazine i The Guardian.
L'any 2004 presentà juntament amb el seu marit, Avi Lewis, un documental anomenat The Take sobre la represa i cooperativització d'una empresa argentina de components automobilístics per part de treballadors que n'havien estat acomiadats (i l'empresa tancada).
L'any 2007 publicà el llibre La doctrina del xoc. L'auge del capitalisme del desastre, on presenta la tesi que el capitalisme s'aprofita de les crisis per introduir impopulars mesures econòmiques de xoc que mai no haurien estat acceptades pels pobles si aquests no es trobessin en una situació anòmala. També fa una crítica del més recent principal exponent del lliure mercat, Milton Friedman. El llibre ha rebut fortes crítiques, com per exemple la publicada pel Cato Institute i escrita per Johan Norberg titulada The Klein Doctrine: The Rise of Disaster Polemics, on exposa que l'autora ha fet una anàlisi errònia tant del seu repàs per la història com de les teories de Milton Friedman.
El novembre de 2017 va ser a Barcelona, on va presentar el seu últim llibre, "No n'hi ha prou amb dir que no", que desafia la política de xoc de Donald Trump. En aquesta visita, es va posicionar en relació al procés independentista català, criticant l'actuació del govern de Mariano Rajoy, l'aplicació de l'article 155 de la Constitució Espanyola, i l'empresonament de part del Govern de Catalunya.

## Obres

### Llibres
- 2000. No Logo: No Space, No Choice, No Jobs. ISBN 0312421435 (publicat en català a Labutxaca amb el títol No logo)
- 2002. Fences and Windows: Dispatches from the Front Lines of the Globalization Debate. ISBN 0312307993 (publicat en català a Empúries amb el títol Barreres i finestres)
- 2007. The Shock Doctrine: The Rise of Disaster Capitalism. ISBN 0805079831 (publicat en català a Empúries amb el títol La doctrina del xoc)
- 2014. This Changes Everything. ISBN 9781451697384 (publicat en català per Empúries amb el títol Això ho canvia tot El capitalisme vs. el clima. Traduït per Mercè Santaulària, Núria Parès i Jordi Boixadós)
- 2017. No Is Not Enough. ISBN 1-608-46890-9 (publicat en català pel Grup 62 amb el títol No n'hi ha prou amb dir no. Traduït per Jordi Boixadós i Mercè Santaulària)
- 2018. The Battle For Paradise: Puerto Rico Takes on the Disaster Capitalists ISBN 978-1608463572
- 2019. On Fire: The (Burning) Case for a Green New Deal ISBN 978-1982129910 (publicat en català a Empúries amb el títol En flames, La defensa (encesa) del New Green Deal. Traduït per Jordi Boixadós)
- 2021. How to change everything ISBN 978-0241492956 (publicat en catalá a Fanbooks amb el títol Com canviar el món)
- 2024 Doppelganger. A trip in to the mirror world. ISBN 9781802061956

### Filmografia
- The Corporation (com una de les entrevistades).
- The Take (La Presa) (2004).
- The Shock Doctrine.